# 語り部
語り部（かたりべ）とは、昔から語り伝えられる昔話、民話、神話、歴史などを現代に語り継いでいる人を指していう。語り手と呼ぶ場合もある。
古代の日本においては品部の職業部として置かれた職掌であった。また現代の日本においては話芸を中心とするタレント、あるいは災害や事件の教訓を語り継ぐ活動を行う者を「語り部」と紹介する例が見られる。

## 古代職掌の語部
語部（かたりべ、かたらいべ）とは、古代の日本において、おそらくは漢字の輸入される以前の文字による記録が発達していなかった時代の御阿礼（みあれ）や御贄（みにえ）貢進の寿詞（よごと）として、また文字記録が行われる時代となっても、王権の古伝承を語り伝え宮廷の儀式で奏上する専門の品部として置かれていた。現在、確認される語部の分布が、東は遠江、美濃、西は出雲、備中の範囲を出ず、早い時期に宮廷の儀礼に入れられたと考えられている。
日本で文献学的に確認できるのは古事記における稗田阿礼と出雲国風土記における安来郷の語臣猪麻呂とされる。
具体的な語部の奏上は『延喜式』にもみられ、践祚大嘗祭の折に、伴宿禰、佐伯宿禰が、美濃より8人、丹波より2人、丹後より2人、但馬より7人、因幡より3人、出雲より4人、淡路より2人の語部を率いて古詞（ふるごと）を奏した、とある。内容については「其（そ）の音、祝詞（のりと）に似たり」とあるだけで詳らかでないが、おそらくは皇霊の始源や継承の由来にわたる伝承であったと考えられる。
国外から諸宗教が入ると古来伝統のものは祝詞、民間に下りたものは祭文、詞章、語りものと呼び方や意味合いを変えて発展していくことになる。

## 現代の語り部
大城珠玖士（おおしろ みきと）
- 1983年 「三和中を語る会」を設立し、代表を務めている。

冨田松鶴（とみた しょうかく）
- 2003年 「語り部の会」を設立する。
- 2004年 「語り部宗家冨田流」を設立し、代表を務めている。
- 2005年 文化庁後援により、国立劇場にて語り部公演実施。